# سیارک ۲۱۷۰۰
سیارک ۲۱۷۰۰ (به انگلیسی: 21700 Caseynicole، نامگذاری:1999RD72) بیست و یک هزار و هفتصدمین سیارک کشف شده‌است که در ۷ سپتامبر ۱۹۹۹ کشف شد.
قدر مطلق سیارک برابر ۹.۳ است.